# Иванов, Виктор Александрович (рабочий)
Виктор Александрович Иванов (1946—2022) — машинист вращающихся печей цементного завода «Большевик» производственного объединения «Вольскцемент» (г. Вольск), депутат Верховного Совета России (1990—1993).
Родился в 1946 году в Вольске.
После окончания Вольского технологического техникума работал на цементном заводом «Большевик» машинистом вращающихся печей.
Как один из лучших молодых обжигальщиков цементной индустрии Советского Союза дважды избирался делегатом комсомольских съездов и входил в состав ЦК ВЛКСМ.
В 1988 году стал лауреатом Государственной премии СССР — за большой личный вклад в повышение качества продукции.
В 1990 году избран народным депутатом РСФСР (член комитета по строительству, архитектуре и жилищно-коммунальному хозяйству).
С 1993 г. заместитель начальника цеха обжига № 3 цементного завода. Затем возглавил службу по охране труда и технике безопасности.
С 2007 г. на пенсии.
Умер в Вольске 20 ноября 2022 года.